# Beffu-et-le-Morthomme
Beffu-et-le-Morthomme é uma comuna francesa na região administrativa de Grande Leste, no departamento Ardenas. Estende-se por uma área de 5,45 km². Em 2010 a comuna tinha 46 habitantes (densidade: 8,4 hab./km²).